# Lessons dikbekje
Het Lessons dikbekje (Sporophila bouvronides) is een zangvogel uit de familie Thraupidae (tangaren).

## Verspreiding en leefgebied
Deze soort telt 2 ondersoorten:
- S. b. restricta: het noordelijke deel van Centraal-Colombia.
- S. b. bouvronides: Trinidad en Tobago, noordoostelijk Colombia, Venezuela en de Guyana's.